# Stichopites
Stichopites is een geslacht van uitgestorven zeekomkommers die leefden in het Anisien in het Midden-Jura tot aan het Kimmeridgien in het Laat-Jura (ongeveer 245 tot 150 miljoen jaar geleden). Fossielen zijn gevonden in het huidige Polen, Frankrijk en Egypte.

## Soorten
- Stichopites mortenseni Deflandre-Rigaud, 1952 † (typesoort)